# アイルランドの国旗
アイルランドの国旗（アイルランドのこっき、愛: Bratach na hÉireann、英: Flag of Ireland）は緑、白、橙の縦三色旗である。1922年にアイルランド自由国の国旗として採用され、1937年に新憲法を施行してエール共和国と改称した際に、憲法で国旗として定められた。

?現在の国旗（縦横比2:3の別タイプ）

## 歴史

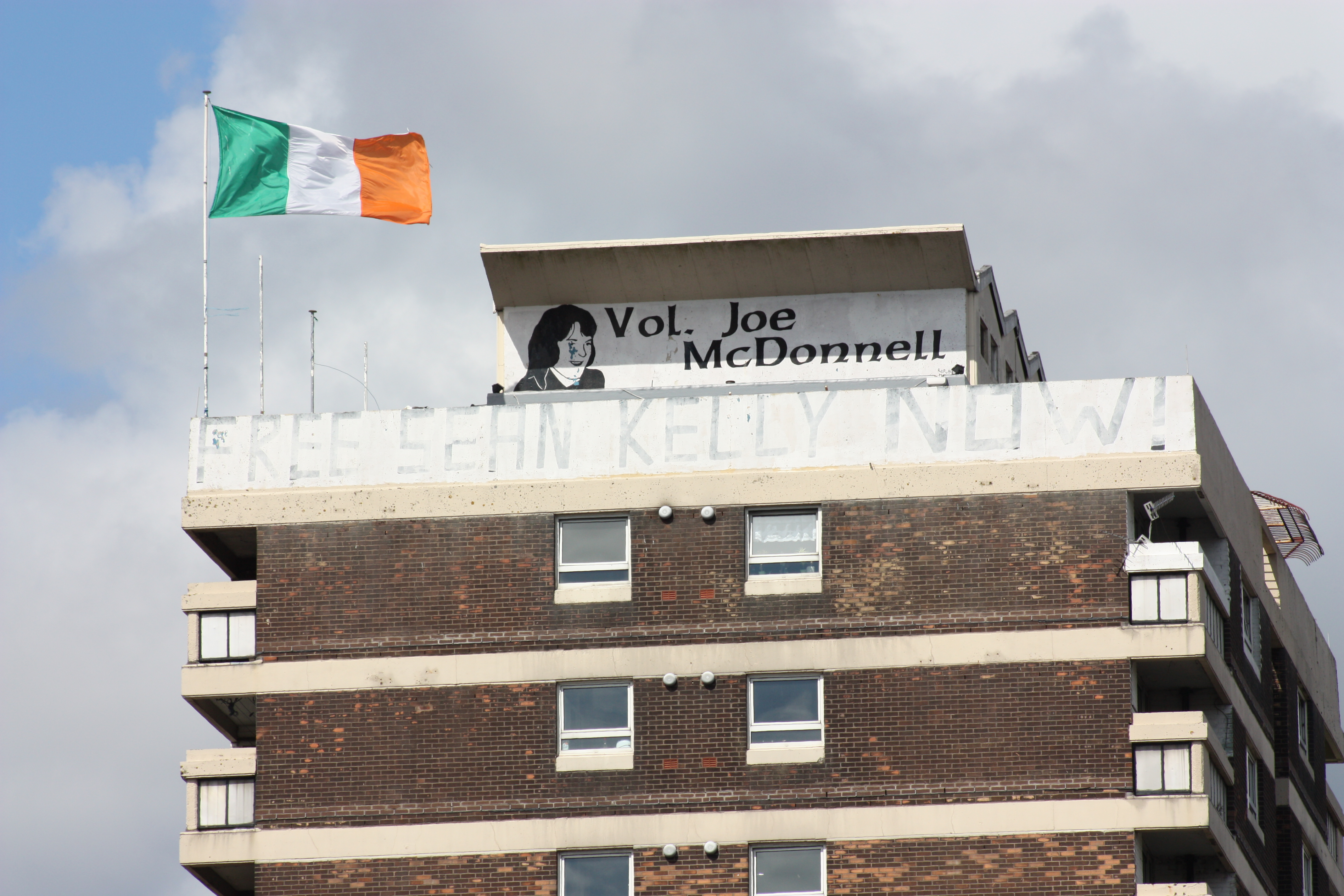
北アイルランドのベルファストにある三色旗（民主主義者の居留地）

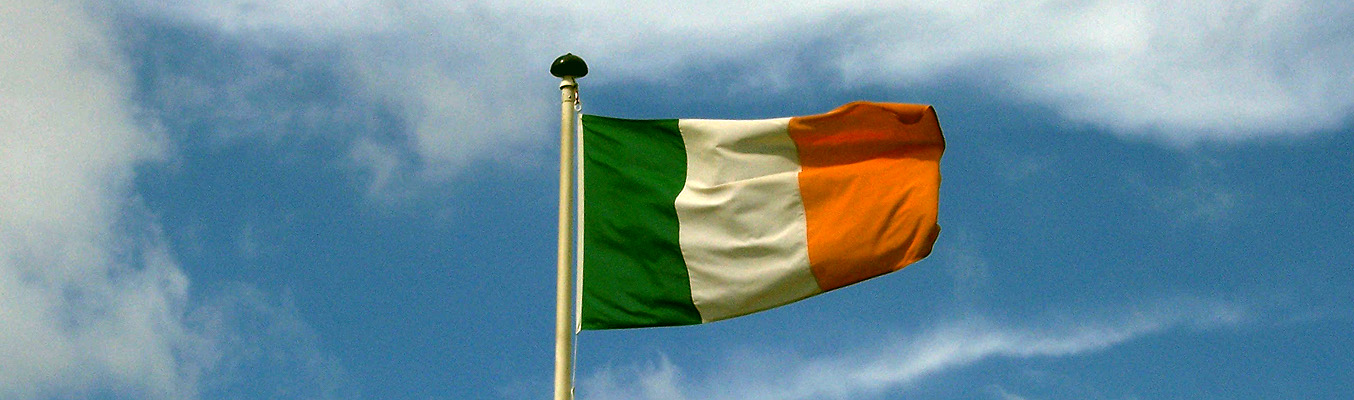
アイルランドの国旗を掲揚する際には、緑色が旗竿側となる

アイルランドの三色旗は、1848年にアイルランド独立運動に共感したフランス人女性グループによって、反乱軍のリーダーであったトーマス・フランシス・マハーに初めて贈られた。1916年のイースター蜂起では、革命政府が採用した三色旗がダブリン中央郵便局の上に掲げられた。三色旗が国のシンボルとして使われるのは初めてのことだった。1919年、新革命政府は三色旗を国のシンボルとして採用した。北アイルランドでは、三色旗はアイルランド島のシンボルとして多くの民族主義者によって使用されていた。

## デザインと象徴性

### 色の同比
アイルランド憲法第7条は以下のように述べている。
- アイルランド語

- 英語

- 日本語

具体的な規定は、首相府（Roinn an Taoisigh）が決定する。規定によると、アイルランドの国旗は緑、白、橙の3色構成で、縦と横の比率は1:2となっている。また、国旗の標準色も指定している。
| 色の表現法   | 緑          | 白          | 橙         |
| ------------ | ----------- | ----------- | ---------- |
| パントン     | 347         | White       | 151        |
| ウェブカラー | #009E60     | #FFFFFF     | #F77F00    |
| RGB          | 0–158–96    | 255–255–255 | 247–127–0  |
| CMYK         | 100–0–39–38 | 0–0–0–0     | 0–49–100–3 |

橙色の由来となったウィリアム3世によって創設された「オレンジ騎士団」の旗

色が正しい比例であれば、任意のサイズの旗を使用することができる。
時折、橙色ではなく、黄色や金色の濃淡が市民の行事で見られることがあるが、首相府の規定によれば、「積極的に控えるべき」とされている。 国旗が老朽化し、色を失った場合は交換する必要がある。
1964年東京オリンピックにて国旗考証を担当した旗章学者の吹浦忠正によれば、最も調整が難航したのはアイルランドの国旗であった。当時は直接出張して認識合わせができるような時代ではなかったため、手紙でアイルランドのオリンピック委員会に対し国旗に使う色の指示を仰いだが、当初は3色ともにアイルランド人の心に響く色合いにするなどといった感覚的な指示にとどまり、また国旗の色に大変なこだわりがあったため調整が長引き、手紙を8回やりとりした末に作業が完了したのは開幕4カ月前のことであったという。

### 象徴
アイルランド政府の公式解釈によると、緑はアイルランドのローマカトリックを象徴し、橙色はオランダのオラニエ＝ナッサウ家のイングランド王ウィリアム3世の従者であった少数派のプロテスタントを象徴し、白は両者の永続的な平和と共存を願う気持ちを象徴しているという。
アイルランド共和主義の象徴としての緑の使用は、1890年代の連合アイルランド人協会（Society of United Irishmen）運動にまで遡ることができる。ウィリアム3世の支持者のシンボルとして橙色を使用したのは、ウィリアム3世がオランダのオラニエ＝ナッサウ家の出身であり、橙色を代表色として使用していたからである（オラニエはオレンジと同じ綴り）。

### 規範

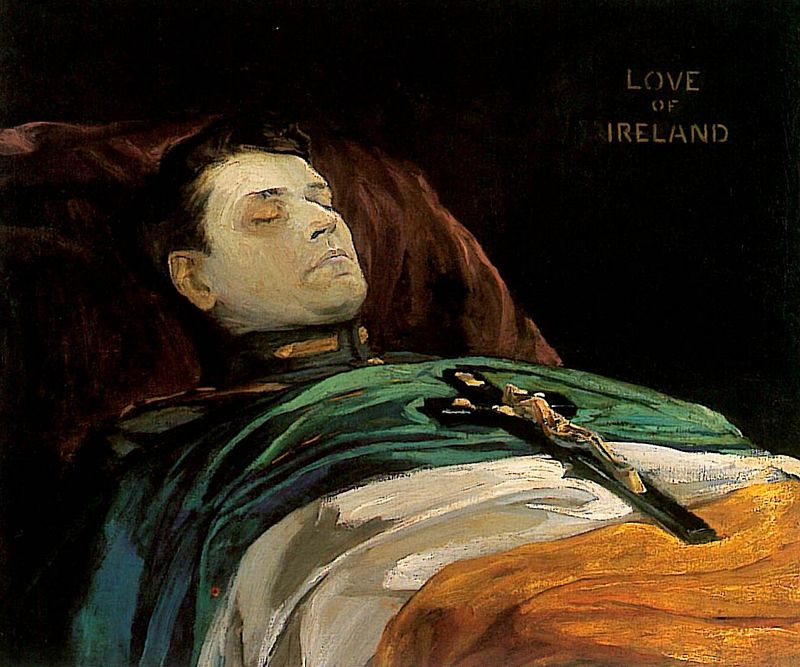
マイケル・コリンズの遺体を覆う三色旗（緑色は棺の頭の部分にされている）

- アイルランド国旗の上方に他の旗やペナントを掲げてはならない。
- 国旗群ごとに、または場所ごとに1つだけ掲揚されるべきである。すべての場合において、国旗は名誉の場所に掲揚されるべきである。
- アイルランド国旗を建物や玄関先で同じ高さの他の国旗と一緒に掲揚する場合は、右側（観察者から見て左側）から先に掲揚しなければならない。
- アイルランド国旗を他の旗と掲揚する際は、国旗は名誉の場所（行進する右側、すなわち旗が接近して来る観察者から見て左側）に掲揚されなければならない。
- アイルランド国旗が掲げられている際に、旗を少し下げてまた上げる挨拶や表敬をしてはならない。ただし追悼式の際に死者に向けて行う場合を除く。
- 国旗を使って棺を包む場合は、緑色が棺の頭の側に来るようにする。
- 壇上に掲揚する場合は、国旗は話者の机の上方かつ後方に掲揚すること。
- 国旗を壁などの背景に対し、水平または垂直に掲揚する場合は、横位置では右（観察者から見て左）に、縦位置では最上部に国旗の緑色の部分が来るように掲揚しなければならない。
- 旗竿を交差させて掲示する場合には、国旗は右側かつ前方、すなわち国旗に向かっている観察者の左側に見えるように、国旗の旗竿が他の旗竿の前になるように掲示されるべきである。

## 歴史的な旗

?アイルランド卿の旗
?アイルランド王国の国旗
?グレートブリテン及びアイルランド連合王国の国旗
?イギリスの自治領である南アイルランドの旗

## 類似の意匠

コートジボワールの国旗
フランスの国旗
イタリアの国旗
ニューファンドランド島の三色旗